# Střední odborná škola průmyslová a střední odborné učiliště strojírenské
Střední odborná škola průmyslová a střední odborné učiliště strojírenské je střední škola v Prostějově.

## Historie
Střední odborná škola průmyslová a střední odborné učiliště strojírenské byla založena v roce 1942 jako Mistrovská školy pro strojní zámečníky. Od roku 1951 sídlí v budově na Lidické ulici. Od školního roku 1951/1952 byla zřízena čtyřletá vyšší průmyslová škola strojnická.

## Budova školy
Školní budova z roku 1936 byla původně postavena pro Odborné školy živnostenské. Autorem projektu byl brněnský architekt Eduard Žáček. Ve své době patřila budova ke špičce školské výstavby a od roku 2012 je kulturní památkou.